# Lick It
"Lick It" é uma canção gravada pelo grupo americano de hip hop 20 Fingers com a participação da cantora Roula. Foi lançado em fevereiro de 1995 como o segundo single do álbum On the Attack and More, e também aparece no segundo álbum de estúdio auto-intitulado de 20 Fingers. A canção contém letras explícitas que se referem à cunilíngua. Um videoclipe em preto e branco foi feito para acompanhar a música.
A canção alcançou sucesso em muitos países europeus. Ela liderou a parada de singles italianos e foi um hit Top 10 em cinco países; Áustria, Bélgica, França, Alemanha e Espanha. No Eurochart Hot 100, "Lick It" alcançou a posição 6. Na Billboard Hot 100 dos EUA, a canção alcançou a posição 72. No Canadá, alcançou a posição 2 na RPM Dance Chart. No entanto, suas vendas foram menores do que o hit anterior de 20 Fingers, "Short Dick Man".
Larry Flick, da Billboard, comentou que uma música como essa "tem uma letra que não vai além do humor adolescente e da tagarelice atrevida, com grooves violentos e melodias contagiosas servindo como o verdadeiro prendedor de atenção". Ele acrescentou que a faixa "tem a cantora Roula arrulhando e rindo nas alegrias da gratificação oral".

## Lista de Faixas

#### CD maxi
1. "Lick It" (20 Fingers Radio mix) - 3:34
2. "Lick It" (20 Fingers mix) - 4:25
3. "Lick It" (a cappella) - 3:20
4. "Lick It" (underground JJ mix) - 5:14
5. "Lick It" (Onofrio club mix) - 6:34
6. "Lick It" (mix de rádio baixo de JJ) - 3:41